# Os Suburbanos - O Filme
Os Suburbanos - O Filme é um filme de comédia brasileiro de 2022, dirigido por Luciano Sabino e baseado na série homônima exibida pelo canal Multishow.
O elenco do filme é composto pelos mesmos atores da série: Rodrigo Sant'Anna, Carla Cristina Cardoso, Babu Santana, Nando Cunha, Mariah da Penha, Tadeu Mello, Isabella Marques e Marcello Caridade; além das participações de Cristiana Oliveira, Paulo César Grande e Jojo Todynho.